# Mozambique op de Gemenebestspelen

Vlag van Mozambique

Mozambique is een van de landen die deelneemt aan de Gemenebestspelen (of Commonwealth Games). Hun eerste deelname was op de Gemenebestspelen 1998 in Kuala Lumpur. Tot nu toe wonnen ze negen medailles.

## Medailles
| Mozambique op de Gemenebestspelen | Mozambique op de Gemenebestspelen | Mozambique op de Gemenebestspelen | Mozambique op de Gemenebestspelen | Mozambique op de Gemenebestspelen | Mozambique op de Gemenebestspelen |
| --------------------------------- | --------------------------------- | --------------------------------- | --------------------------------- | --------------------------------- | --------------------------------- |
| Jaar                              | Goud                              | Zilver                            | Brons                             | Totaal                            | Rang                              |
| 1998                              | 1                                 | 1                                 | -                                 | 2                                 | 20                                |
| 2002                              | 1                                 | -                                 | -                                 | 1                                 | 25                                |
| 2006                              | -                                 | -                                 | 1                                 | 1                                 | 35                                |
| 2010                              | -                                 | -                                 | -                                 | -                                 | /                                 |
| 2014                              | -                                 | 1                                 | 1                                 | 2                                 | 27                                |
| 2018                              | -                                 | -                                 | -                                 | -                                 | /                                 |
| 2022                              | -                                 | 2                                 | 1                                 | 3                                 | 30                                |